# Любчо Зиков
Любчо Зиков (на македонска литературна норма: Љупчо Зиков) е журналист и политик от Северна Македония.

## Биография
Зиков е роден на 11 ноември 1970 година в Щип. В родния си град завършва основно образование, а след това гимназията „Славчо Стойменски“.
Любчо Зиков развива продължителна кариера в журналистиката. Около пет години работи в Македонското радио и телевизия. Впоследствие e икономически редактор във вестник „Дневник“ и вестник „Македония денес“. През 1999 г. основава списанието „Капитал“ и става негов главен редактор. От 2010 г. е общ директор на списанието и на нов ежедневник със същото име.
През 2013 г. влиза в политиката. Заедно с бившия премиер Владо Бучковски и бизнесмена Минчо Йорданов основава нов центристки политически субект - Алианс за позитивна Македония. Избран е за председател на формацията на учредителното ѝ събрание на 10 ноември 2013 г.